# Aratiba
Aratiba è un comune del Brasile nello Stato del Rio Grande do Sul, parte della mesoregione del Noroeste Rio-Grandense e della microregione di Erechim. Il comune è bagnato dal corso del fiume Uruguay, che separa lo Stato del Rio Grande do Sul dallo Stato di Santa Catarina.

## Amministrazione

### Gemellaggi
- Cesiomaggiore[senza fonte]